# Divizia Națională 1992
Divizia Națională 1992 a fost prima ediție a Diviziei Naționale de la obținerea independenței.
Liga s-a jucat în sistem tur-retur. Sezonul a durat mai puțin de un an deoarece s-a trecut de la sistemul de iarnă la cel de vară. La prima ediție au participat 12 cluburi.

## Cluburile participante
| Club                   | Oraș      | Stadion | Sezonul 1991                              |
| ---------------------- | --------- | ------- | ----------------------------------------- |
| Amocom Chișinău        | Chișinău  |         |                                           |
| Bugeac Comrat          | Comrat    |         |                                           |
| Constructorul Chișinău | Chișinău  |         |                                           |
| Constructorul Leova    | Leova     |         |                                           |
| Cristalul Fălești      | Fălești   |         |                                           |
| Dinamo-Codru Chișinău  | Chișinău  |         |                                           |
| Moldova Boroseni       | Boroseni  |         |                                           |
| Olimpia Bălți          | Bălți     |         | 14 în Liga Secundă Sovietică - Grupa Vest |
| Speranța Nisporeni     | Nisporeni |         |                                           |
| FC Tighina             | Tighina   |         | 9 în Liga Secundă Sovietică - Grupa Vest  |
| Tiligul Tiraspol       | Tiraspol  |         | 2 în Prima Ligă Sovietică                 |
| Zimbru Chișinău        | Chișinău  |         | 19 în Prima Ligă Sovietică                |

## Clasament final
|     | Echipa                 | M  | V  | E | î  | GM | GP | +/- | Pct | Note                      |
| --- | ---------------------- | -- | -- | - | -- | -- | -- | --- | --- | ------------------------- |
| 1.  | Tiligul Tiraspol       | 22 | 15 | 5 | 2  | 40 | 13 | +27 | 35  | Play-off1                 |
| 2.  | Zimbru Chișinău        | 22 | 15 | 5 | 2  | 40 | 15 | +25 | 35  | Play-off1                 |
| 3.  | Bugeac Comrat          | 22 | 13 | 7 | 2  | 51 | 11 | +40 | 33  |                           |
| 4.  | FC Tighina             | 22 | 9  | 8 | 5  | 21 | 17 | +4  | 26  |                           |
| 5.  | Amocom Chișinău        | 22 | 9  | 7 | 6  | 32 | 25 | +7  | 25  |                           |
| 6.  | Constructorul Chișinău | 22 | 8  | 7 | 7  | 46 | 32 | +14 | 23  |                           |
| 7.  | Dinamo-Codru Chișinău  | 22 | 8  | 5 | 9  | 30 | 23 | +7  | 21  |                           |
| 8.  | Speranța Nisporeni     | 22 | 6  | 5 | 11 | 20 | 32 | -12 | 17  |                           |
| 9.  | Olimpia Bălți          | 22 | 5  | 7 | 10 | 19 | 24 | -5  | 17  |                           |
| 10. | Moldova Boroseni       | 22 | 7  | 2 | 13 | 22 | 42 | -20 | 16  |                           |
| 11. | Cristalul Fălești      | 22 | 3  | 3 | 16 | 25 | 60 | -35 | 9   |                           |
| 12. | Constructorul Leova    | 22 | 2  | 3 | 17 | 11 | 63 | -52 | 7   | Retrogradată în Divizia A |

| Campionii Divizia Națională 1992 |
| -------------------------------- |
| Zimbru Chișinău Primul Titlu¹    |

- ¹- Titlul i-a fost acordat echipei Zimbru Chișinău după ce Tiligul a refuzat să joace în play-off.

## Topul marcatorilor
| Loc | Jucător              | Club                   | Goluri |
| --- | -------------------- | ---------------------- | ------ |
| 1   | Serghei Alexandrov   | Bugeac Comrat          | 13     |
| 1   | Oleg Flentea         | Constructorul Chișinău | 13     |
| 3   | Vladimir Cosse       | Tiligul Tiraspol       | 10     |
| 4   | Iurie Miterev        | Zimbru Chișinău        | 8      |
| 4   | Alexandru Spiridon   | Zimbru Chișinău        | 8      |
| 4   | Vasile Cârlig        | Speranța Nisporeni     | 8      |
| 7   | Victor Russu         | Bugeac Comrat          | 7      |
| 7   | Lilian Popescu       | Constructorul Chișinău | 7      |
| 7   | Veaceslav Medvedev   | Dinamo-Codru Chișinău  | 7      |
| 10  | Emil Caras           | Zimbru Chișinău        | 6      |
| 10  | Vlad Copoț           | Bugeac Comrat          | 6      |
| 10  | Gheorghe Harea       | FC Tighina             | 6      |
| 10  | Constantin Sturza    | Constructorul Chișinău | 6      |
| 10  | Iurie Adamenco       | Moldova Boroseni       | 6      |
| 10  | Veaceslav Carandașov | Cristalul Fălești      | 6      |
| 10  | Dumitru Sandu        | Constructorul Leova    | 6      |